# シャーベット (ロックバンド)
シャーベット(Sherbet)は、1970年代のオーストラリアの人気ロックバンドの名前である。
リードボーカルはDarryl Braithwaite（You're My World、Calvary In the 70's、As The Days Go By、及びOne Summer in the 80'sでソロでも活躍していた）。
シャーベットの最初のヒットは1971年のCan You Feel It Babyで、その後、You've Got The Gun (1972), Cassandra (1973), Slipstream, Silvery Moon (1974), (Summer Love (#1) (1975), Howzat (#1) (1976)（英国での唯一のヒット） Rock Me Gentley (1976) 及び Magazine Madonna (1977)などと言ったヒットレコードを持っている。
1970年代におけるシャーベットの主な競争相手はスカイフックスSkyhooksだった。シャーベットはシドニー生まれ、スカイフックスはメルボルン生まれだった。